# Eine Frau von 20 Jahren
Eine Frau von 20 Jahren (Originaltitel: Accent on Youth) ist eine US-amerikanische Filmkomödie aus dem Jahr 1935 von Wesley Ruggles mit Sylvia Sidney und Herbert Marshall in den Hauptrollen. Das Drehbuch basiert auf dem Bühnenstück Accent on Youth von Samson Raphaelson.

## Handlung
Nachdem er neunzehn Komödien geschrieben hat, verfasst der Dramatiker Steven Gaye eine Tragödie namens Old Love, in der ein verheirateter Mann mittleren Alters mit einer jungen Frau schläft, die ihn schließlich für einen jüngeren Mann verlässt. Obwohl das Stück allen, die es lesen, wegen seines lüsternen Protagonisten missfällt, versteht Stevens junge Sekretärin Linda Brown das Stück, da sie selbst in einen älteren Mann verliebt ist, nämlich in ihren Arbeitgeber.
Genevieve Lang, eine junge Schauspielerin, besucht Steven und lehnt sein Angebot ab, das Mädchen in dem Stück zu spielen. Vier Jahre zuvor wollten Genevieve und Steven nach Paris fliehen, als er eine Idee für ein Theaterstück hatte und sie versetzte. Die 26-jährige Genevieve erinnert Steven daran, dass er 48 ist, gesteht ihm aber, dass sie ihn noch immer liebt, und sie beschließen, nach Finnland zu gehen. Augenblicklich gibt Steven seine Arbeit als Dramatiker auf, befiehlt seinem Kammerdiener Flogdell, seine Sachen zu packen, und entlässt Linda. Da sie nun nicht mehr bei ihm angestellt ist, fasst sie Mut und gesteht Steven ihre Liebe. Plötzlich erkennt er, dass sie eine intelligente, feurige Frau ist. Er wird inspiriert, Genevieve zu vergessen, sein Schreiben wieder aufzunehmen und sein Stück so zu ändern, dass das Mädchen mit dem alten Mann Liebe macht. Er weist Linda an, ihre eigene Liebeserklärung in das Stück einzufügen, und bittet sie, die Hauptrolle darin zu spielen.
Dickie Reynolds, der die Rolle des jungen Mannes spielt, will Linda umwerben, aber sie weist ihn zurück, weil sie Steven immer noch liebt. Steven verabredet sich später mit Linda und kommt früh in ihre Wohnung und entdeckt Dickie bewusstlos auf Lindas Bett. Linda kommt aus der Dusche und findet eine Notiz von Steven an Dickies Hemd geheftet. Wütend darüber, dass Steven annimmt, dass sie Dickie trifft, geht Linda in Stevens Wohnung, und Steven gibt zu, dass er auf Dickies Jugend eifersüchtig ist. Linda schlägt vor, dass sie und Steven heiraten, aber er sagt, er sei zu alt. Dickie schwört Linda daraufhin seine Liebe, und aus Angst, sie könnte Gefühle für ihn entwickeln, rennt Linda zu Steven und besteht darauf, dass sie sofort heiraten. Steven willigt ein, sie am nächsten Tag zu heiraten, und plant einen kleinen Empfang, schließt Dickie jedoch auf Lindas Wunsch aus. Dickie, der nicht weiß, dass Linda Steven liebt, besucht Steven Stunden vor der Hochzeit und bittet ihn um Rat, wie er Linda gewinnen kann. Steven nennt Dickie leise ein Weichei, lässt ihn aber zu sich kommen, da er überzeugt ist, dass Linda sich wegen seiner Jugend in Dickie verlieben wird. Stevens Plan funktioniert und Linda heiratet Dickie.
Während ihrer Flitterwochen im Februar in Kalifornien besteht Dickie jedoch darauf, dass Linda früh aufsteht und jeden Tag mit ihm und seinen Princeton-Kumpels Butch und Chuck im Freien Sport treibt. Im August, am Jahrestag des Tages, an dem Steven Linda gefeuert hat, besucht sie ihren ehemaligen Chef und gesteht ihm ihre Abneigung gegen Dickies Jugend und ihre Sehnsucht, in ein New Yorker Leben mit Theater, „verrückten Dialogen“ und Steven zurückzukehren. Dickie kommt mit Butch und Chuck, die wie Leibwächter aussehen, und Linda versteckt sich in Stevens Schlafzimmer. Als Dickie droht, die Wohnung nach seiner Frau zu durchsuchen, verlässt sie das Schlafzimmer in Stevens Bademantel und Dickie geht verärgert. Linda, beschämt über die Aktion, verabschiedet sich von Steven, aber er sagt ihr, dass er eine Idee für eine neue Komödie hat, und sie beginnt, sich Notizen zu machen.

## Hintergrund
Ernest Cossart spielte die Rolle des Flogdell auch im Bühnenstück. Pressematerial zufolge wurde der Amateur-Billardmeister James Gleaves von Paramount als Coach für Herbert Marshall für den Film engagiert.
Paramount produzierte zwei Neuverfilmungen des Stoffes. 1950 erschien Mr. Music mit Bing Crosby, 1959 Bei mir nicht mit Clark Gable.
Hans Dreier und Ernst Fegté oblag die künstlerische Leitung. Travis Banton war für das Kostümbild zuständig.

## Veröffentlichung
Die Premiere des Films fand am 23. August 1935 statt. Im Deutschen Reich kam er am 7. Februar 1936 in die Kinos.

## Kritiken
Andre Sennwald von der The New York Times befand, Samson Raphaelsons nette kleine Bühnenkomödie über die Liebe in mittleren Jahren sei in ihrer Filmversion ein geschwätziger Langweiler. Der Film, der nie durch überraschende Erfindungsreichtum auffalle, verlangsame sich auf der Leinwand zu einer Abfolge von Dialogen und begnüge sich damit, eine getreue fotografische Studie des Originals zu sein. Dennoch sei es ein kleines Vergnügen, über den frischen und amüsanten Standpunkt nachzudenken, der dem Film zugrunde liege.
Meyer Levin nannte  den Film im Magazin Esquire ein schreiend komisches Porträt eines würdevollen Sekretär-Butlers.